# Catedral de La Serena
La Catedral de La Serena es la Catedral de la Arquidiócesis de La Serena.
Es el templo más grande de la ciudad, y una de las catedrales de Chile y se ubica en la esquina suroriente de la Plaza de Armas de La Serena, en la intersección de la calle Los Carrera con la calle Cordovez. 

## Orígenes
En sus terrenos existía la Antigua Parroquia La Matriz-El Sagrario, la cual se erige como el primer templo para la fundación de La Serena en 1549. En 1741 se describe a la Parroquia de la Matriz como una construcción de solo una nave de 50 metros de largo por 10 metros de ancho, tenía 7 altares en su interior y una torre de mediana altura hacia la derecha. Sus murallas era de losa caliza con sus piedras asentadas en una mezcla de arena y cal.

### Historia
En 1840 se demuele la Parroquia de la Matriz, y en 1844 comienza la construcción de la actual Catedral utilizando muchos de los materiales de la antigua construcción, encargándose el proyecto al arquitecto francés Juan Herbage hacia 1844.
Construida en estilo neoclásico, mide 60 metros de extensión por 20 metros de ancho, con 3 cuerpos centrales.
La parte superior de la actual torre fue diseñada y proyectada por el arquitecto francés Eugenio Joannon en 1912.
La estructura es de muros de piedra caliza tallada de Peñuelas en sillares y mortero de cal, y los cimientos son de piedra sin cantear. Las columnas son de madera, estucadas ahora, con mortero de cemento y piedra caliza molida. En los cielos de las 3 naves se aprecian 3 bóvedas de cañón armadas con tablas y bellamente pintadas con falsos acabados en alusión a sobrerelieves. Cabe destacar que las imágenes de dichas decoraciones de las bóvedas nunca fueron terminadas; hoy en día se aprecian los "espacios" en donde estarían algunas escenas bíblicas y santos. El piso es de mármol blanco y negro dispuesto como en el tablero de ajedrez. La armadura de la techumbre es de madera y su cubierta es de fierro galvanizado. De igual modo, los vitrales fueron importados desde Francia en tiempos de Mons. Fontecilla. Además, posee 2 altares de mármol y 4 retablos laterales fabricados en madera.
En el ábside, se encuentra el gran órgano tubular Lois Debierre donado por la filántropa serenense Juana Ross de Edwards. El campanario actual (el tercero) data desde el siglo XX.
Fue declarada Monumento Nacional el 12 de febrero de 1981.
Frente a la escalinata de la Capilla del Santísimo Sacramento, se encuentra el acceso subterráneo de la Cripta de los Obispos y Arzobispos de La Serena. De igual modo, en la Catedral yacen los restos de Francisco de Aguirre, fundador de la ciudad, y de otras figuras públicas de la época.